# Mauro Antonio Tesi

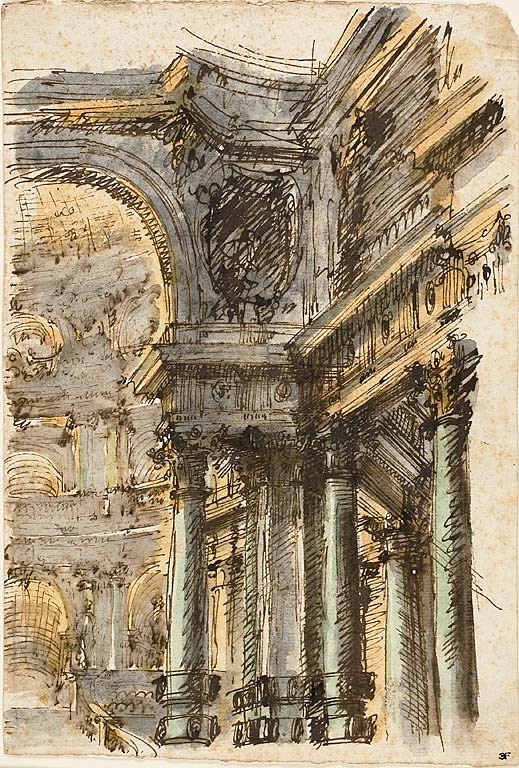
Prospettiva (scenografia?)

Mauro Antonio Tesi detto il Maurino (Zocca, 15 gennaio 1730 – Bologna, 18 luglio 1766) è stato un pittore, incisore e architetto italiano del periodo rococò.

## Vita e opere
Mauro Antonio Tesi, meglio conosciuto come Mauro Tesi o il Maurino nacque a Montalbano, una frazione di Zocca, sull'Appennino modenese, figlio di Domenico e Margherita Mozzali. Il padre, vedendo il figlio molto versato per il disegno, si trasferì a Bologna, e dopo un periodo di studio nelle Scuole Pie di questa città fu, nel 1750, messo a bottega dal pittore Carlo Morettini.
(Girolamo Tiraboschi, Biblioteca Modenese, o notizie della vita e delle opere degli scrittori natii degli stati del serenissimo signor duca di Modena, Volume 6, 1786, p. 550)
Divenne uno dei maggiori quadraturisti emiliani del '700, coltivando la decorazione architettonica dei grandi palazzi nobiliari. Fu amico e protetto dell'erudito Francesco Algarotti che lo instradò nella ricerca pittorica derivata dai modelli dell'antichità e del Rinascimento. Collaborò con pittori della sua epoca che provvedevano a inserire delle figure umane nei suoi disegni prospettici, come successe con Francesco Zuccarelli, nella galleria del palazzo di Algarotti. Molto interessante fu la sua decorazione per Palazzo Zambeccari e a Firenze per Palazzo Gerini.

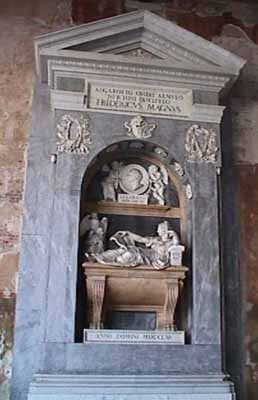
Tomba dell'Algarotti, su disegno del Tesi

Fu anche decoratore di chiese, la prima delle quali, riferisce l'Algarotti, è stata la chiesa di San Martino, a Bologna e in seguito decorò anche la chiesa di Santa Maria della Purificazione nella stessa città. Nella Chiesa di San Leone e in quella della Santissima Annunziata ambedue a Pistoia dipinse i fondali architettonici per gli affreschi di Vincenzo Meucci, insieme ad uno dei più famosi quadraturisti toscani: Lorenzo del Moro.
Fu spesso chiamato a inventare scenografie per vari teatri come era accaduto anche ad altri noti quadraturisti della sua epoca.
Gli vennero commissionate le scenografie funebri per il Collegio Ungarico e la chiesa di Santa Maria del Baracano. Il primo per le esequie dell'Imperatore Francesco I di Lorena, mentre per la seconda fece l'apparato del Sepolcro per il Giovedì santo come ci conferma questo passaggio della Storia della letteratura italiana del secolo XVIII di Antonio Lombardi del 1829:
Morì a Bologna nel 1766 a soli 36 anni, fu sepolto nella Chiesa di San Petronio e, come dice l'Abate Lanzi, sulla sua tomba venne posta questa iscrizione:
Fra i suoi allievi, pochi visto la brevità della sua vita, si ricorda Antonio Villa, pittore imolese.